# Diospyros glaucifolia
Diospyros glaucifolia là một loài thực vật có hoa trong họ Thị. Loài này được Metcalf mô tả khoa học đầu tiên năm 1932.